# デザレット文字
デザレット文字（デザレットもじ、Deseret alphabet）は、アメリカ合衆国の末日聖徒イエス・キリスト教会において19世紀後半に使用された英語を表記するための文字。
38文字からなるアルファベットであり、左から右へ書かれる。

## 歴史
1852年4月8日、ブリガム・ヤングはデザレット大学（現・ユタ大学）理事会が新しい英語の正書法を開発していることを発表した。英語以外を母語とする改宗者に対して、英語をもっと学習しやすいものにするのがその目的だった。ヤングは英語の正書法が一字多音であることに反対していた。彼の秘書であったジョージ・D・ワット(en)はアイザック・ピットマンのもとで速記と音声にもとづいた正書法改革について学んでおり、ヤングはその影響を受けていた。
現存する最初の文字表は1854年に印刷された。
1859年以降、教会の新聞である「デザレット・ニュース」にデザレット文字で書かれた聖典の文句が出現するようになった。オーソン・プラットによってデザレット文字の活字も作られ、それによって1868年から翌年にかけて教科書と『モルモン書』が印刷された。プラットはさらにこの文字による1000冊の書物を出版する計画を立てたが、予算不足で立ち消えとなった。1877年にヤングが没すると、デザレット文字の歴史も終わりを告げた。

## 特徴

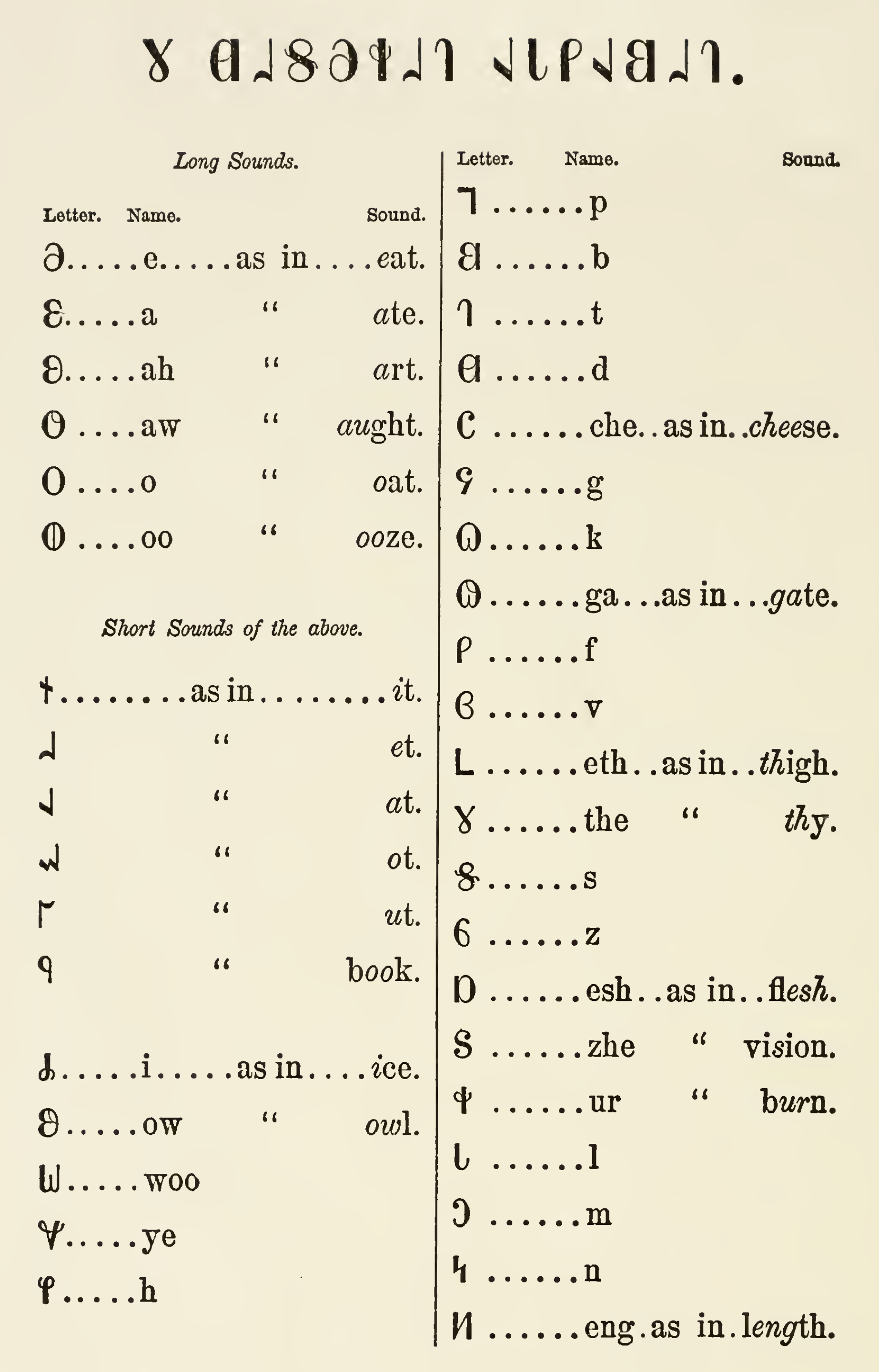
38文字の一覧

最終的な版ではデザレット文字は38文字からなるが、初期のいくつかの版では[ɔɪ]と[juː]のための文字が追加されて40文字になっている。
デザレット文字は音声的ではあったが、あいまい母音əのための文字を欠いており、このためにこの母音は伝統的な英語の正書法にひきずられて綴られることになった。
デザレット文字は学習が容易で、文盲であった信者がわずか6回の授業によって文字を綴ることができるようになった。しかし人によって発音が異なるために同じ単語のつづり字が一定しないという問題が発生した。

## Unicode
Unicodeでは、バージョン3.1（2001年）において追加多言語面のU+10400からU+1044Fまでの領域が割りあてられた。バージョン4.0（2003年）に2文字が追加されて40文字になった。また大文字と小文字が区別されるため、全部で80文字が定義されている。
| デザレット文字(Deseret)[1] Unicodeコンソーシアムによる公式の表 (PDF) |   |   |   |   |   |   |   |   |   |   |   |   |   |   |   |   |
|                                                                      | 0 | 1 | 2 | 3 | 4 | 5 | 6 | 7 | 8 | 9 | A | B | C | D | E | F |
| U+1040x                                                              | 𐐀 | 𐐁 | 𐐂 | 𐐃 | 𐐄 | 𐐅 | 𐐆 | 𐐇 | 𐐈 | 𐐉 | 𐐊 | 𐐋 | 𐐌 | 𐐍 | 𐐎 | 𐐏 |
| U+1041x                                                              | 𐐐 | 𐐑 | 𐐒 | 𐐓 | 𐐔 | 𐐕 | 𐐖 | 𐐗 | 𐐘 | 𐐙 | 𐐚 | 𐐛 | 𐐜 | 𐐝 | 𐐞 | 𐐟 |
| U+1042x                                                              | 𐐠 | 𐐡 | 𐐢 | 𐐣 | 𐐤 | 𐐥 | 𐐦 | 𐐧 | 𐐨 | 𐐩 | 𐐪 | 𐐫 | 𐐬 | 𐐭 | 𐐮 | 𐐯 |
| U+1043x                                                              | 𐐰 | 𐐱 | 𐐲 | 𐐳 | 𐐴 | 𐐵 | 𐐶 | 𐐷 | 𐐸 | 𐐹 | 𐐺 | 𐐻 | 𐐼 | 𐐽 | 𐐾 | 𐐿 |
| U+1044x                                                              | 𐑀 | 𐑁 | 𐑂 | 𐑃 | 𐑄 | 𐑅 | 𐑆 | 𐑇 | 𐑈 | 𐑉 | 𐑊 | 𐑋 | 𐑌 | 𐑍 | 𐑎 | 𐑏 |
| 備考 1.^Unicodeバージョン11.0現在                                    |   |   |   |   |   |   |   |   |   |   |   |   |   |   |   |   |